# Vîsoke, Monastîrîska
Vîsoke (în ucraineană Високе) este o comună în raionul Monastîrîska, regiunea Ternopil, Ucraina, formată numai din satul de reședință.

## Demografie
Componența lingvistică a comunei Vîsoke
     Ucraineană (99,77%)
     Alte limbi (0,16%)
Conform recensământului din 2001, majoritatea populației comunei Vîsoke era vorbitoare de ucraineană (99,77%), existând în minoritate și vorbitori de alte limbi.